# Picharanda
Picherande és un municipi francès situat al departament del Puèi Domat i a la regió d'Alvèrnia-Roine-Alps. L'any 2007 tenia 371 habitants.

## Demografia

### Població
El 2007 la població de fet de Picherande era de 371 persones. Hi havia 187 famílies de les quals 85 eren unipersonals (51 homes vivint sols i 34 dones vivint soles), 68 parelles sense fills, 30 parelles amb fills i 4 famílies monoparentals amb fills.
La població ha evolucionat segons el següent gràfic:
Habitants censats

### Habitatges
El 2007 hi havia 447 habitatges, 194 eren l'habitatge principal de la família, 209 eren segones residències i 44 estaven desocupats. 375 eren cases i 69 eren apartaments. Dels 194 habitatges principals, 154 estaven ocupats pels seus propietaris, 30 estaven llogats i ocupats pels llogaters i 11 estaven cedits a títol gratuït; 13 tenien una cambra, 21 en tenien dues, 43 en tenien tres, 63 en tenien quatre i 55 en tenien cinc o més. 150 habitatges disposaven pel capbaix d'una plaça de pàrquing. A 105 habitatges hi havia un automòbil i a 55 n'hi havia dos o més.

### Piràmide de població
La piràmide de població per edats i sexe el 2009 era:
| Homes | Edats   | Dones |
| ----- | ------- | ----- |
| 0     | 95 o +  | 0     |
| 0     | 90 a 94 | 8     |
| 0     | 85 a 89 | 0     |
| 12    | 80 a 84 | 0     |
| 12    | 75 a 79 | 12    |
| 32    | 70 a 74 | 24    |
| 20    | 65 a 69 | 24    |
| 16    | 60 a 64 | 12    |
| 12    | 55 a 59 | 20    |
| 16    | 50 a 54 | 0     |
| 4     | 45 a 49 | 8     |
| 28    | 40 a 44 | 4     |
| 16    | 35 a 39 | 8     |
| 28    | 30 a 34 | 20    |
| 4     | 25 a 29 | 8     |
| 0     | 20 a 24 | 0     |
| 4     | 15 a 19 | 16    |
| 16    | 10 a 14 | 12    |
| 12    | 5 a 9   | 12    |
| 8     | 0 a 4   | 8     |

## Economia
El 2007 la població en edat de treballar era de 230 persones, 168 eren actives i 62 eren inactives. De les 168 persones actives 152 estaven ocupades (98 homes i 54 dones) i 16 estaven aturades (5 homes i 11 dones). De les 62 persones inactives 37 estaven jubilades, 6 estaven estudiant i 19 estaven classificades com a «altres inactius».

### Ingressos
El 2009 a Picherande hi havia 182 unitats fiscals que integraven 376 persones, la mediana anual d'ingressos fiscals per persona era de 11.852 €.

### Activitats econòmiques
Dels 36 establiments que hi havia el 2007, 1 era d'una empresa extractiva, 2 d'empreses alimentàries, 2 d'empreses de fabricació d'altres productes industrials, 10 d'empreses de construcció, 7 d'empreses de comerç i reparació d'automòbils, 2 d'empreses de transport, 10 d'empreses d'hostatgeria i restauració, 1 d'una empresa financera i 1 d'una empresa classificada com a «altres activitats de serveis».
Dels 18 establiments de servei als particulars que hi havia el 2009, 1 era una oficina de correu, 1 una oficina bancària, 3 tallers de reparació d'automòbils i de material agrícola, 4 paletes, 1 guixaire pintor, 1 fusteria, 1 lampisteria, 1 electricista, 1 empresa de construcció i 4 restaurants.
Dels 5 establiments comercials que hi havia el 2009, 2 eren botiges de menys de 120 m², 1 una fleca, 1 una carnisseria i 1 una botiga de material esportiu.
L'any 2000 a Picherande hi havia 49 explotacions agrícoles que ocupaven un total de 2.691 hectàrees.

## Equipaments sanitaris i escolars
El 2009 hi havia una escola elemental integrada dins d'un grup escolar amb les comunes properes formant una escola dispersa.

## Poblacions més properes
El següent diagrama mostra les poblacions més properes.